# Operophtera myrtillivora
Operophtera myrtillivora là một loài bướm đêm trong họ Geometridae.